# Momento de dipolo magnético
Momento de dipolo magnético, chamado também de Neutonário, também referido simplesmente como momento magnético, é uma grandeza vetorial representada pela letra grega μ ou pela letra m e definida como IAn, onde I é a intensidade da corrente (ver Ampère), A, o módulo da área limitada pelo circuito eléctrico e n, o vector unitário normal ao plano do circuito. Quando se tratar de um solenóide, m = NIA (N é o nº de voltas do fio e A o vetor correspondente à área limitada pelo circuito eléctrico).